# コッコステウス

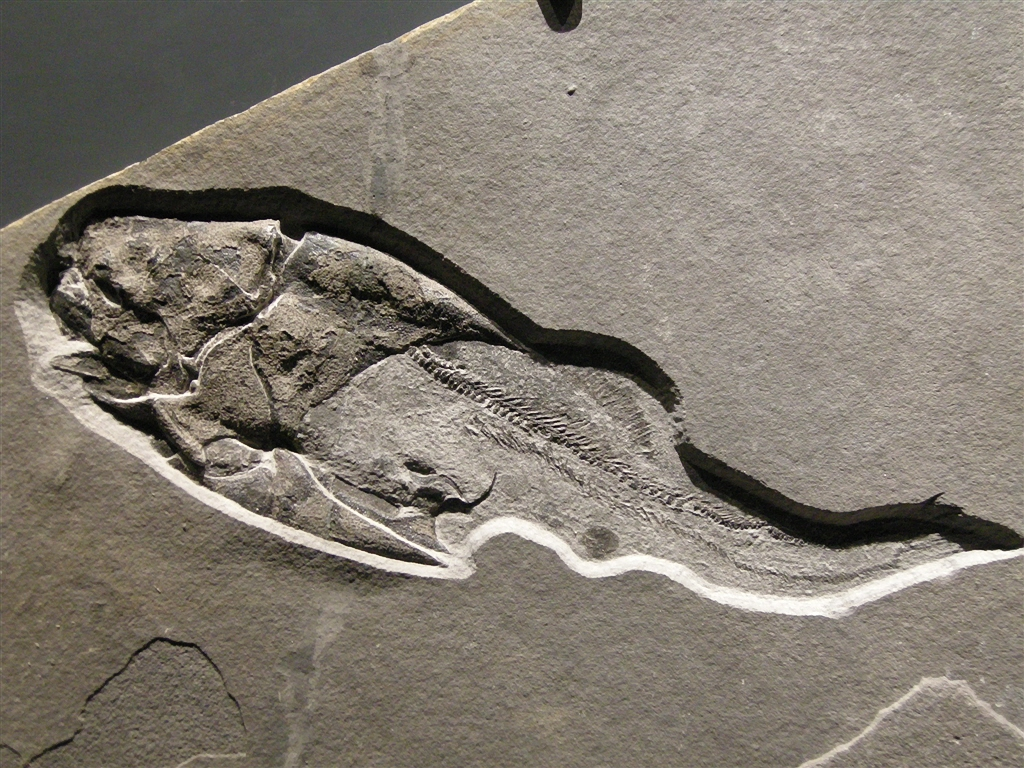
国立科学博物館（東京都）に展示されているコッコステウスの化石

コッコステウス (Coccosteus) は、デヴォン紀中期から後期にかけてヨーロッパおよび北アメリカに生息していた板皮類。学名は「ザラザラした骨」を意味する。
全長は平均20 - 24センチメートル程度、最大で約40センチメートルになったと推定されている。河川や湖などの淡水域に生息していたと考えられている。同じ節頚目（せっけいもく）に含まれる巨大魚である、ダンクルオステウスとは、体の大きさこそ掛け離れているが、よく似た形質を備えている。頭部と脊椎をつなぐ関節が発達しており、大きく口を開けることができたと考えられる。
殆どの化石には丸い形状の背鰭が保存されているが、その上に更に大きな鰭の軟組織が残った化石も発見されている。
肉食性で積極的に狩りをすることもあれば、死んだ動物を食べる（腐肉食）こともあったと考えられている。